# Maison canoniale de Saint-Lizier
La maison canoniale de Saint-Lizier se trouve 4 rue des Nobles dans la cité de Saint-Lizier, dans le département de l'Ariège, en France.

## Histoire
Situé à 427 mètres d'altitude, au cœur de la cité (site inscrit le 22 mai 1944), cet immeuble date du XVIIIe siècle. D'après le registre du cadastre de 1768-1772, cette maison était occupée par un chanoine. Cette partie de la cité comportait plusieurs maisons canoniales.
Le bâtiment est classé partiellement (escalier en bois, intérieurs avec leur décor Rocaille) au titre des monuments historiques par arrêté du 11 février 1991, l'ensemble de l'immeuble ayant été préalablement inscrit en totalité par arrêté du 16 juin 1989.

## Architecture
La façade simple s'insère dans l'alignement des maisons du XVIIIe de la rue. 
L'intérieur a conservé intacts la structure et le décor d'une architecture urbaine du XVIIIe, comportant quatre niveaux desservis par une cage d'escalier centrale dotée d'une originale rampe en bois sculpté de style rococo. Un décor de gypserie, du même style, orne les cheminées et parois du salon au premier étage et des deux chambres au second.